# フェニルアラニンデカルボキシラーゼ
フェニルアラニンデカルボキシラーゼ(Phenylalanine decarboxylase、EC 4.1.1.53)は、以下の化学反応を触媒する酵素である。
L-フェニルアラニン {\displaystyle \rightleftharpoons } フェニルエチルアミン + CO2
従って、この酵素の基質は、L-フェニルアラニンのみ、生成物は、フェニルエチルアミンと二酸化炭素の2つである。
この酵素はリアーゼ、特に炭素-炭素結合を切断するカルボキシリアーゼに分類される。系統名は、L-フェニルアラニン カルボキシリアーゼ (フェニルエチルアミン形成)(L-phenylalanine carboxy-lyase (phenylethylamine-forming))である。他に、L-phenylalanine decarboxylase、aromatic L-amino acid decarboxylase、L-phenylalanine carboxy-lyaseとも呼ばれる。この酵素は、フェニルアラニン代謝に関与している。補因子として、ピリドキサールリン酸を必要とする。